# Velika nagrada Sjedinjenih Američkih Država

## Pobjednici

### Višestruki pobjednici (vozači)
| Pobjede | Vozač              | Pobjednička godina                       |
| ------- | ------------------ | ---------------------------------------- |
| 6       | Lewis Hamilton     | 2007., 2012., 2014., 2015., 2016., 2017. |
| 5       | Michael Schumacher | 2000., 2003., 2004., 2005., 2006.        |
| 3       | Jim Clark          | 1962., 1966., 1967.                      |
| 3       | Graham Hill        | 1963., 1964., 1965.                      |
| 2       | Jackie Stewart     | 1968., 1972.                             |
| 2       | Carlos Reutemann   | 1974., 1978.                             |
| 2       | James Hunt         | 1976., 1977.                             |
| 2       | Ayrton Senna       | 1990., 1991.                             |

### Višestruki pobjednici (konstruktori)
| Pobjede | Konstruktor | Pobjednička godina                                                   |
| ------- | ----------- | -------------------------------------------------------------------- |
| 10      | Ferrari     | 1975., 1978., 1979., 2000., 2002., 2003., 2004., 2005., 2006., 2018. |
| 8       | Lotus       | 1960., 1961., 1962., 1966., 1967., 1969., 1970., 1973.               |
| 8       | McLaren     | 1976., 1977., 1989., 1990., 1991., 2001., 2007., 2012.               |
| 5       | Mercedes    | 2014., 2015., 2016., 2017., 2019.                                    |
| 3       | BRM         | 1963., 1964., 1965.                                                  |
| 2       | Tyrrell     | 1971., 1972.                                                         |
| 2       | Red Bull    | 2013., 2021.                                                         |

### Pobjednici po godinama
| Godina        | Vozač              | Bolid            | Lokacija     |
| ------------- | ------------------ | ---------------- | ------------ |
| 1959.         | Bruce McLaren      | Cooper-Climax    | Sebring      |
| 1960.         | Stirling Moss      | Lotus-Climax     | Riverside    |
| 1961.         | Innes Ireland      | Lotus-Climax     | Watkins Glen |
| 1962.         | Jim Clark          | Lotus-Climax     | Watkins Glen |
| 1963.         | Graham Hill        | BRM              | Watkins Glen |
| 1964.         | Graham Hill        | BRM              | Watkins Glen |
| 1965.         | Graham Hill        | BRM              | Watkins Glen |
| 1966.         | Jim Clark          | Lotus-BRM        | Watkins Glen |
| 1967.         | Jim Clark          | Lotus-Ford       | Watkins Glen |
| 1968.         | Jackie Stewart     | Matra-Ford       | Watkins Glen |
| 1969.         | Jochen Rindt       | Lotus-Ford       | Watkins Glen |
| 1970.         | Emerson Fittipaldi | Lotus-Ford       | Watkins Glen |
| 1971.         | François Cevert    | Tyrrell-Ford     | Watkins Glen |
| 1972.         | Jackie Stewart     | Tyrrell-Ford     | Watkins Glen |
| 1973.         | Ronnie Peterson    | Lotus-Ford       | Watkins Glen |
| 1974.         | Carlos Reutemann   | Brabham-Ford     | Watkins Glen |
| 1975.         | Niki Lauda         | Ferrari          | Watkins Glen |
| 1976.         | James Hunt         | McLaren-Ford     | Watkins Glen |
| 1977.         | James Hunt         | McLaren-Ford     | Watkins Glen |
| 1978.         | Carlos Reutemann   | Ferrari          | Watkins Glen |
| 1979.         | Gilles Villeneuve  | Ferrari          | Watkins Glen |
| 1980.         | Alan Jones         | Williams-Ford    | Watkins Glen |
| 1981. - 1988. | Nije održana       | Nije održana     | Nije održana |
| 1989.         | Alain Prost        | McLaren-Honda    | Phoenix      |
| 1990.         | Ayrton Senna       | McLaren-Honda    | Phoenix      |
| 1991.         | Ayrton Senna       | McLaren-Honda    | Phoenix      |
| 1992. - 1999. | Nije održana       | Nije održana     | Nije održana |
| 2000.         | Michael Schumacher | Ferrari          | Indianapolis |
| 2001.         | Mika Häkkinen      | McLaren-Mercedes | Indianapolis |
| 2002.         | Rubens Barrichello | Ferrari          | Indianapolis |
| 2003.         | Michael Schumacher | Ferrari          | Indianapolis |
| 2004.         | Michael Schumacher | Ferrari          | Indianapolis |
| 2005.         | Michael Schumacher | Ferrari          | Indianapolis |
| 2006.         | Michael Schumacher | Ferrari          | Indianapolis |
| 2007.         | Lewis Hamilton     | McLaren-Mercedes | Indianapolis |
| 2008. - 2011. | Nije održana       | Nije održana     | Nije održana |
| 2012.         | Lewis Hamilton     | McLaren-Mercedes | Austin       |
| 2013.         | Sebastian Vettel   | Red Bull-Renault | Austin       |
| 2014.         | Lewis Hamilton     | Mercedes         | Austin       |
| 2015.         | Lewis Hamilton     | Mercedes         | Austin       |
| 2016.         | Lewis Hamilton     | Mercedes         | Austin       |
| 2017.         | Lewis Hamilton     | Mercedes         | Austin       |
| 2018.         | Kimi Räikkönen     | Ferrari          | Austin       |
| 2019.         | Valtteri Bottas    | Mercedes         | Austin       |
| 2020.         | Nije održana       | Nije održana     | Nije održana |
| 2021.         | Max Verstappen     | Red Bull-Honda   | Austin       |